# سلبة (بني العوام)

تعديل مصدري - تعديل

سلبة هي إحدى قرى عزلة جبل نمر بمديرية بني العوام التابعة لمحافظة حجة، بلغ تعداد سكانها 1479 نسمة حسب تعداد اليمن لعام 2004.